# Grande Semaine d'Aviation de la Champagne

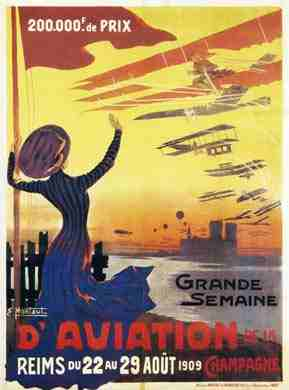
Poster de divulgação da Grande Semaine d'Aviation.

A Grande Semaine d'Aviation de la Champagne foi um encontro de aviação que ocorreu nas proximidades de Reims na França durante o mês de agosto de 1909.
Esse foi o primeiro evento público internacional dedicado à aviação, e é tido tanto pelos historiadores da época quanto posteriores, como sendo um marco do início da era da aviação dos mais pesados que o ar. Praticamente todos os aviadores de projeção na época tomaram parte, e entre os 500.000 visitantes estavam: Armand Fallières, presidente da república francesa, e David Lloyd George, chanceler de economia britânico.